# Asia Ramazan Antar
Asia Ramazan Antar   (Qamishli, 1 de gener de 1997 - Manbij, 30 d'agost de 2016) també coneguda com a Viyan Antar, va ser una lluitadora de les Unitats de Protecció de les Dones (YPJ) que es va convertir en un símbol de la lluita feminista en el conflicte de Rojava i en la lluita contra Estat Islàmic gràcies als mitjans de comunicació internacionals.

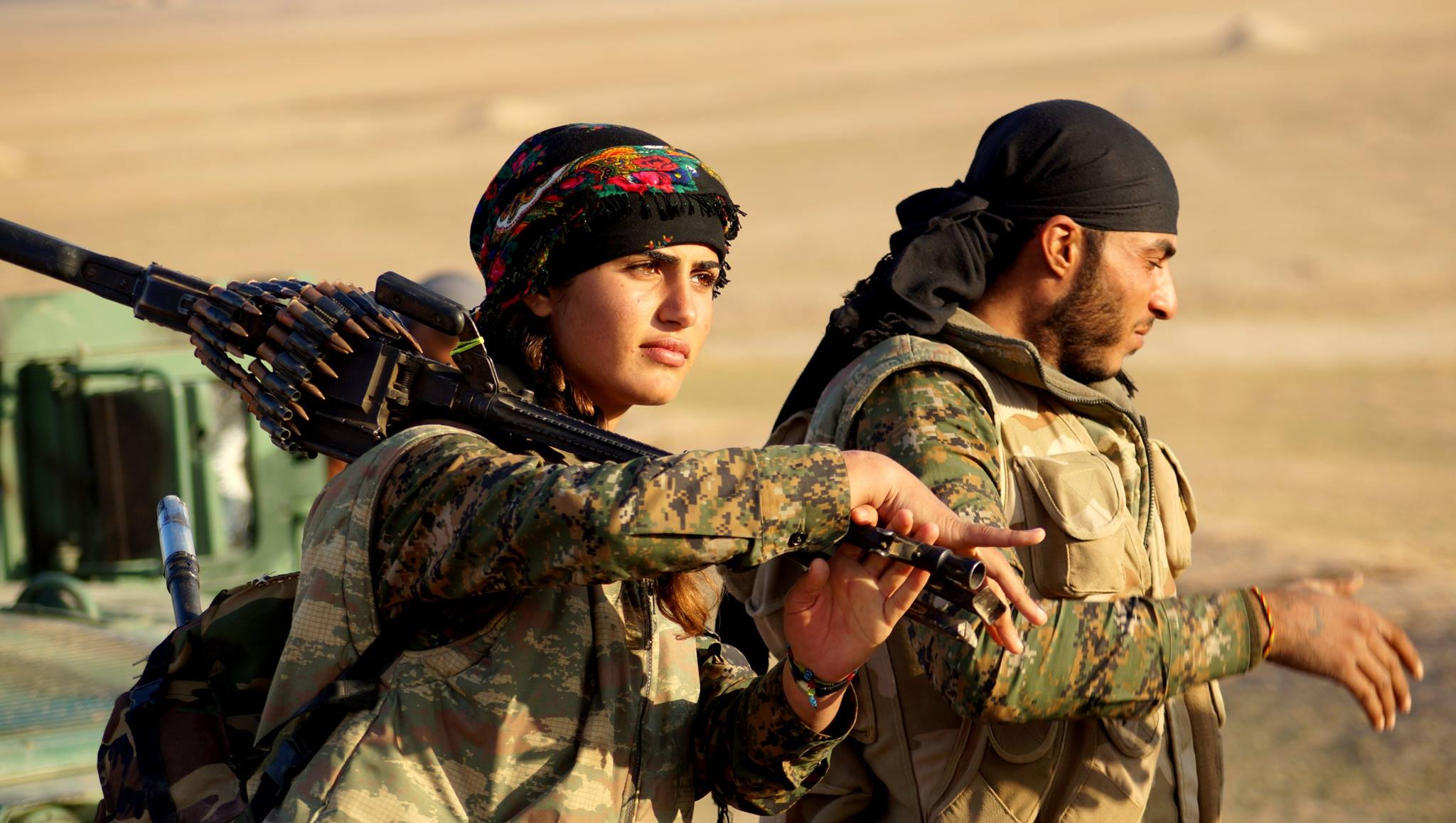
Viyan Antar, novembre de 2015

El 2014, Antar, amb 16 anys, es va unir a les YPJ amb l'objectiu de lluitar contra l'Estat Islàmic. Després de la difusió de fotos seves a través d'Internet, va ser anomenada l' "Angelina Jolie kurda" pels mitjans de comunicació internacionals per la seva semblança física a l'actriu estatunidenca. Aquestes comparacions van ésser repudiades per les combatents, activistes kurdes i activistes d'arreu del món per la causa kurda, per ésser comparacions de sexistes i cosificadores.

## Biografia
Nascuda en una família kurda, Asia es va casar molt jove mitjançant un matrimonis de conveniència organitzat per la seva família. No obstant això, després de tres mesos va poder divorciar-se gràcies a les noves lleis de la regió kurda un cop inicial el conflicte de Rojava, que prohibia els matrimonis de conveniència i la poligàmia. El 2014, després del seu divorci, es va unir a les files de les Unitats de Protecció de les Dones (YPJ) amb l'ideal de lluitar per l'emancipació de dones i de l'opressió patriarcal a la regió.

### Trascencència als mitjans internacionals
Antar va guanyar l'atenció mundial l'any 2015 quan un fotoperiodista va fer fotos d'ella i la va descriure com "l'Angelina Jolie kurda". Seguidament, molts mitjans de comunicació van fer circular les fotos, convertint-la tendència i comparant-la, també, amb l'actriu espanyola Penélope Cruz.
Després de la seva mort, els titulars de notícies es van reduir a "l'Angelina Jolie kurda ha mort", destacant en tot moment la semblança física entre ambdues i obviant la seva participació en la lluita contra Estat Islàmic. Això va ser condemnat amb rotunditat pels partidaris de la causa kurda i, fins i tot, per altres combatents.
Reaccions i acusacions de sexisme
La simplificació d'Asia al seu físic va ser considerada com a denigrant per molts activistes kurds, especialment els sectors propers a Asia. Choman Kanaani, un activista i lluitador kurd que va comentar a la BBC que "tota la filosofia de les YPJ és lluitar contra el sexisme i evitar la utilització de dones com a objecte sexual. Volem donar a les dones el lloc que els correspon a la societat [...]. Viyan va morir per aquests ideals. Als mitjans, ningú va parlar dels ideals pels quals va donar la vida ni del que Viyan va aconseguir per a les dones a Rojava durant els últims quatre anys".

### Mort
Asia va ser assassinada durant un atac suïcida a la ciutat de Manbij després d'haver participat en l'alliberament de la ciutat. Encara que els informes inicials van indicar que, juntament amb altres combatents de les Unitats de Protecció Popular (YPG), havia mort prop de Jarabulus com a conseqüència dels atacs de l'Exèrcit Lliure de Síria, aquests rumors van ser descartats quan la portaveu de les YPJ va confirmar que va morir en un atac del grup islamista. La comandant de les YPJ, Abdullah Shirin, va confirmar que va néixer al 1997 i tenia 19 anys quan va morir, responent als dubtes que havien sorgit sobre la seva edat a nivell internacional.